# Station Marloie
Station Marloie is een spoorwegstation langs spoorlijn 162 (Namen - Aarlen - Luxemburg) in Marloie, een dorp in de deelgemeente Waha van de stad Marche-en-Famenne. Het station is het beginpunt van spoorlijn 43 richting Luik.
Sinds 1 maart 2024 zijn de loketten van dit station enkel in de week geopend tussen 7 en 10.15 uur.

## Treindienst
| Serie              | Treinsoort            | Route | Bijzonderheden                                                           |
| ------------------ | --------------------- | --- | ------------------------------------------------------------------------ |
| IC 16              | Intercity (NMBS/CFL)  | Brussel-Zuid – Namen – Marloie – Luxemburg                                                                                      |                                                                          |
| L 950              | L-trein (NMBS)        | Marloie – Libramont | Rijdt 1x/2 uur.                                                          |
| L 5550             | L-trein (NMBS)        | Liers – Luik-Guillemins – Rivage – Marloie                                                                                      |                                                                          |
| L 6150             | L-trein (NMBS)        | Ciney – Marloie – Rochefort-Jemelle                                                                                             |                                                                          |
| P 7600/8600        | Piekuurtrein (NMBS)   | Rochefort-Jemelle – Marloie – Namen – Brussel-Zuid                                                                              | Rijdt alleen op werkdagen. Een trein Brussel - Rochefort-Jemelle.        |
| P 7610/8610        | Piekuurtrein (NMBS)   | Libramont – Marloie – Ciney | Rijdt alleen op werkdagen.                                               |
| P 7620/8620RE 8600 | Piekuurtrein (NMBS)   | [ Luxemburg – Virton ] / [ [ Aarlen – Virton – ] / [ Dinant – ] Libramont – [ Marloie – Ciney ] ]                               | Een rechtstreekse trein Aarlen - Libramont. Een trein Libramont - Ciney. |
| P 7670/8670        | Piekuurtrein (NMBS)   | [ Namen – Sart-Bernard ] / [ Rochefort-Jemelle – [ Libramont ] / [ Marloie – Rivage – Luik-Guillemins – Luik-Sint-Lambertus ] ] | Rijdt alleen op werkdagen.                                               |
| ICT 6945           | Toeristentrein (NMBS) | Liers – Luik-Guillemins – Rivage – Marloie                                                                                      | Rijdt in juli en augustus.                                               |

## Galerij

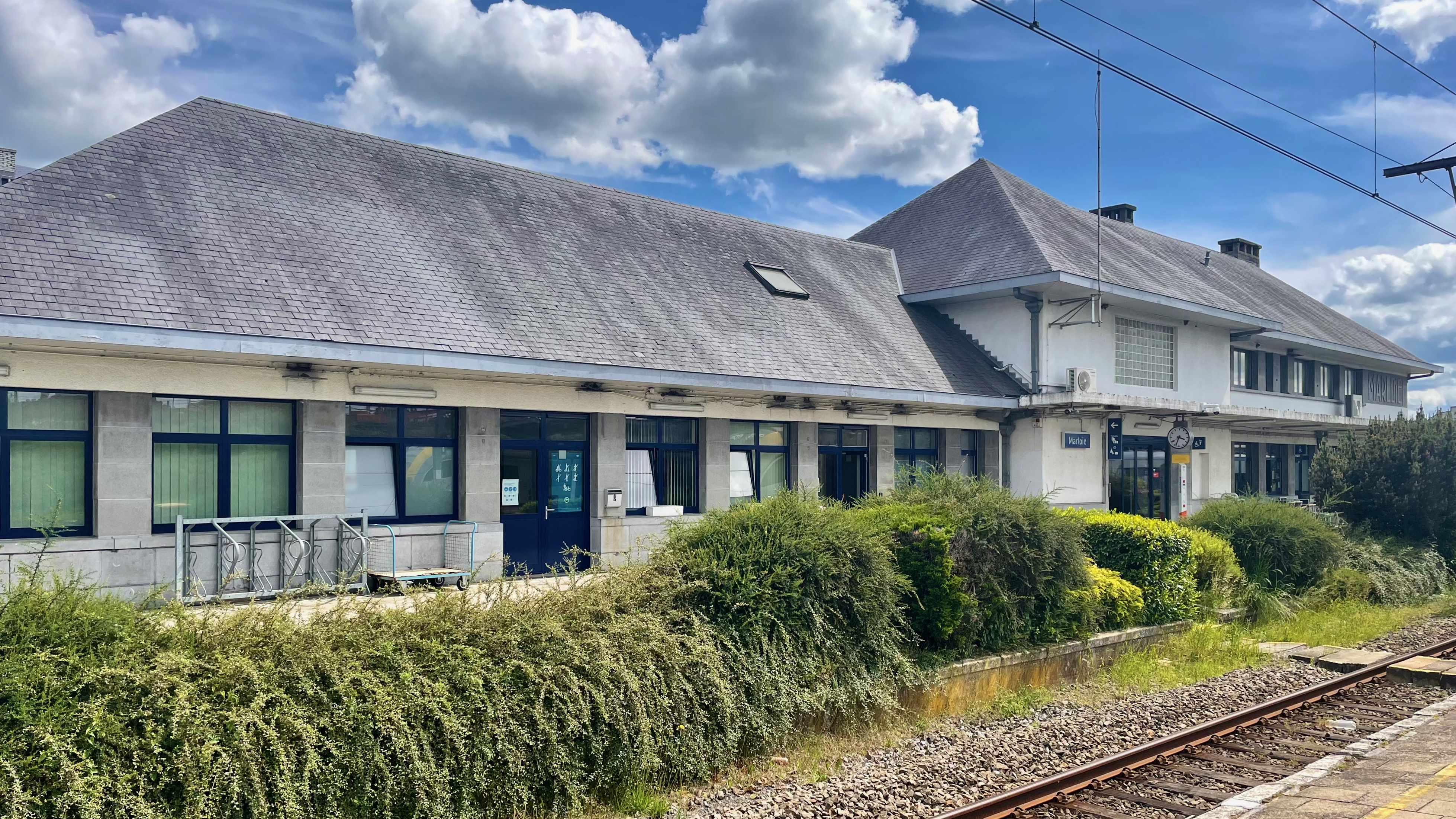
Het stationsgebouw
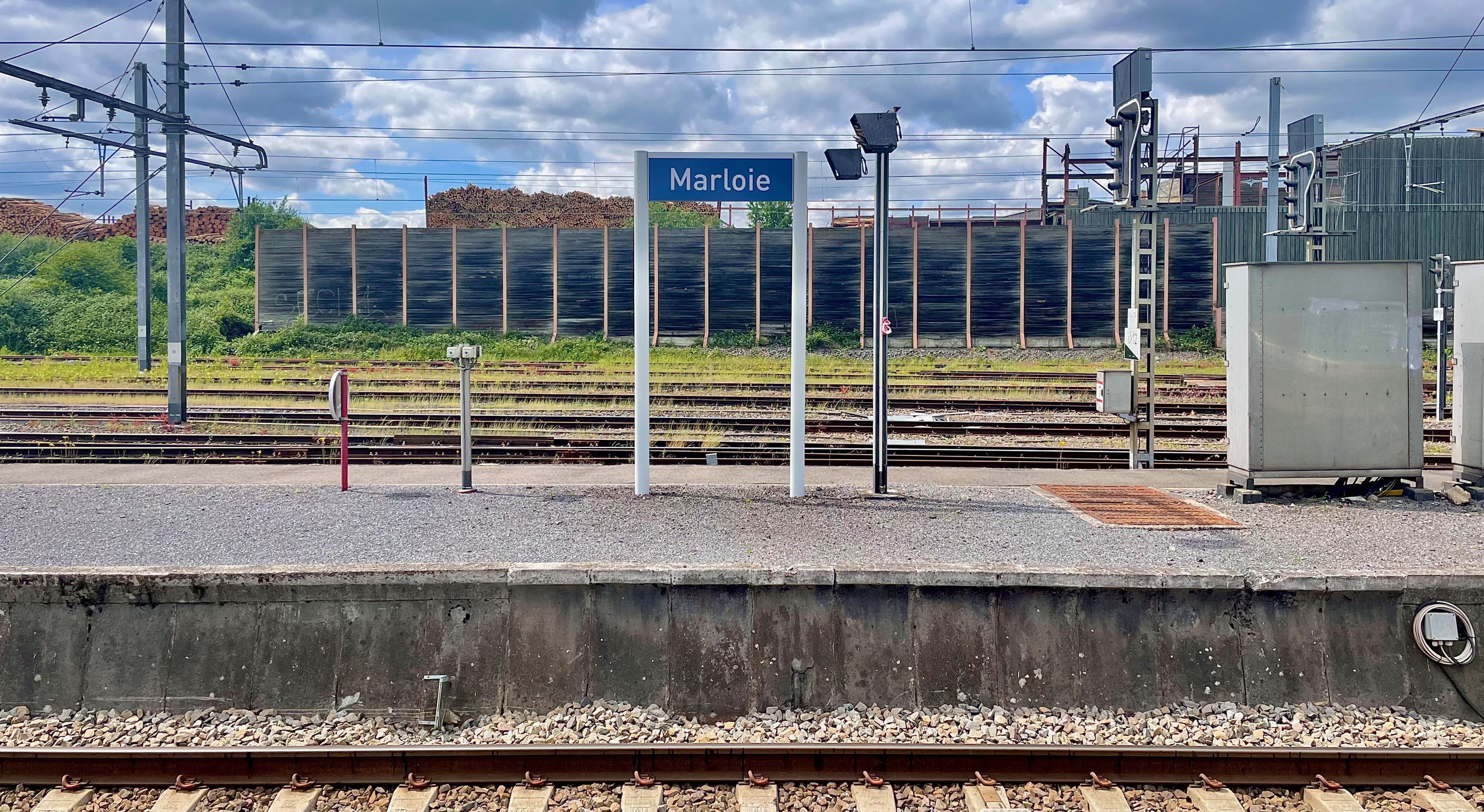
Plaatsnaambord
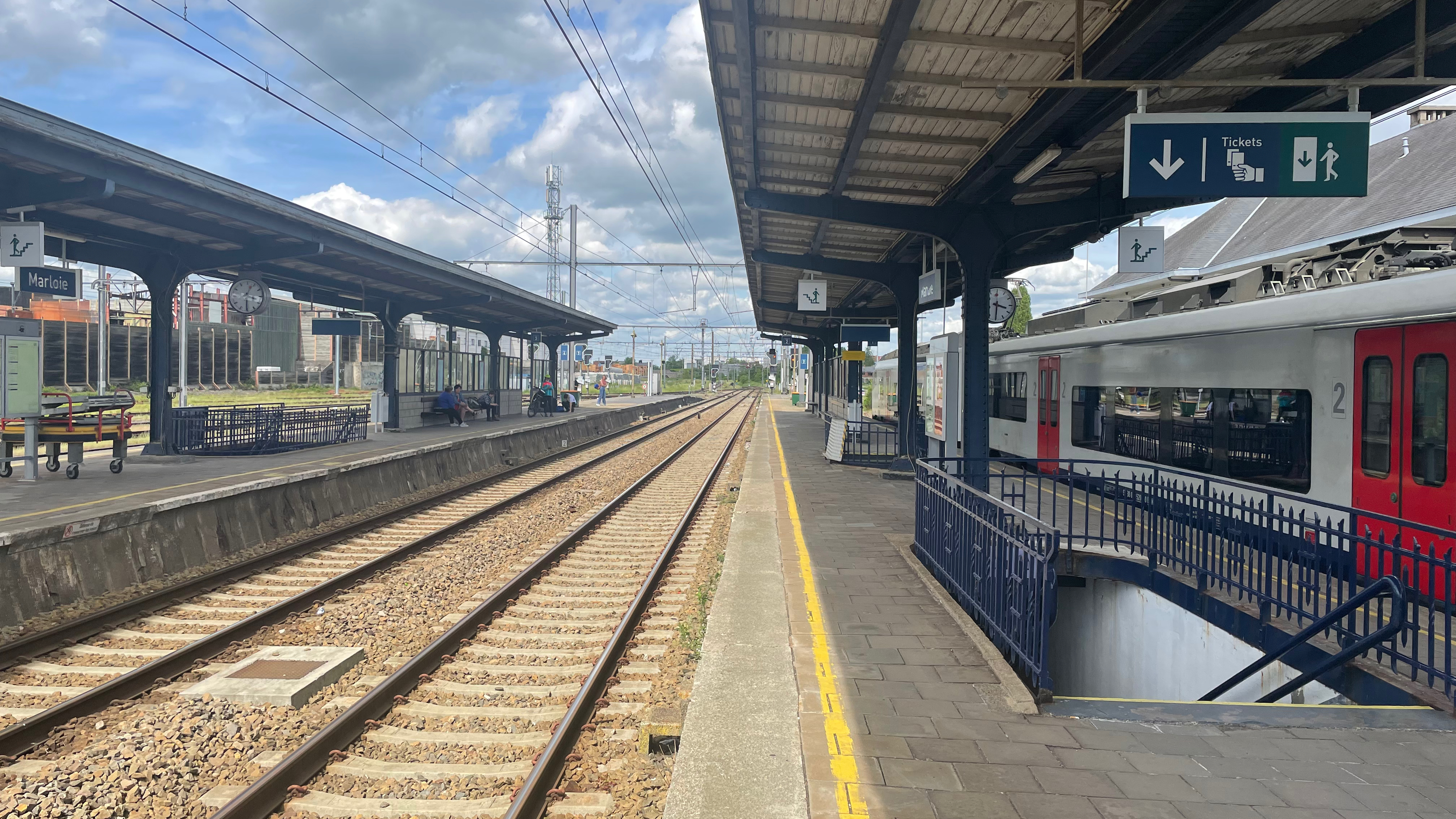
Zicht op het perron

## Reizigerstellingen
De grafiek en tabel geven het gemiddeld aantal instappende reizigers weer op een week-, zater- en zondag.
| Tabel: aantal instappende reizigers station Marloie | Tabel: aantal instappende reizigers station Marloie | Tabel: aantal instappende reizigers station Marloie | Tabel: aantal instappende reizigers station Marloie |
|                                                     | Weekdag                                             | Zaterdag                                            | Zondag                                              |
| --------------------------------------------------- | --------------------------------------------------- | --------------------------------------------------- | --------------------------------------------------- |
| 1977                                                | 773                                                 | 333                                                 | 383                                                 |
| 1978                                                | 804                                                 | 306                                                 | 299                                                 |
| 1979                                                | 914                                                 | 273                                                 | 445                                                 |
| 1980                                                | 731                                                 | 235                                                 | 298                                                 |
| 1981                                                | 896                                                 | 277                                                 | 570                                                 |
| 1982                                                | 1 115                                               | 364                                                 | 484                                                 |
| 1983                                                | 1 098                                               | 392                                                 | 545                                                 |
| 1984                                                | 968                                                 | 325                                                 | 594                                                 |
| 1985                                                | 1 308                                               | 450                                                 | 731                                                 |
| 1986                                                | 1 256                                               | 491                                                 | 611                                                 |
| 1987                                                | 1 097                                               | 325                                                 | 656                                                 |
| 1988                                                | 1 137                                               | 376                                                 | 730                                                 |
| 1989                                                | 1 358                                               | 428                                                 | 754                                                 |
| 1990                                                | 1 018                                               | 396                                                 | 698                                                 |
| 1991                                                | 1 069                                               | 368                                                 | 544                                                 |
| 1992                                                | 1 143                                               | 398                                                 | 562                                                 |
| 1993                                                | 1 070                                               | 384                                                 | 794                                                 |
| 1994                                                | 1 211                                               | 449                                                 | 875                                                 |
| 1995                                                | 1 133                                               | 369                                                 | 734                                                 |
| 1996                                                | 1 097                                               | 631                                                 | 748                                                 |
| 1997                                                | 1 202                                               | 544                                                 | 708                                                 |
| 1998                                                | 1 138                                               | 517                                                 | 794                                                 |
| 1999                                                | 1 196                                               | 550                                                 | 840                                                 |
| 2000                                                | 1 168                                               | 605                                                 | 876                                                 |
| 2001                                                | 1 317                                               | 492                                                 | 815                                                 |
| 2002                                                | 1 242                                               | 402                                                 | 880                                                 |
| 2003                                                | 1 207                                               | 471                                                 | 830                                                 |
| 2004                                                | 1 190                                               | 496                                                 | 788                                                 |
| 2005                                                | 1 239                                               | 560                                                 | 820                                                 |
| 2006                                                | 1 179                                               | 602                                                 | 740                                                 |
| 2007                                                | 1 264                                               | 482                                                 | 798                                                 |
| 2008                                                | -                                                   | -                                                   | -                                                   |
| 2009                                                | 1 187                                               | 480                                                 | 753                                                 |
| 2010                                                | -                                                   | -                                                   | -                                                   |
| 2011                                                | -                                                   | -                                                   | -                                                   |
| 2012                                                | 1 390                                               | 511                                                 | 750                                                 |
| 2013                                                | 1 346                                               | 539                                                 | 767                                                 |
| 2014                                                | 1 439                                               | 547                                                 | 707                                                 |
| 2015                                                | 1 653                                               | 918                                                 | 1 815                                               |
| 2016                                                | 1 779                                               | 1 013                                               | 1 284                                               |
| 2017                                                | 1 700                                               | 873                                                 | 1 373                                               |
| 2018                                                | 1 621                                               | 904                                                 | 1 355                                               |
| 2019                                                | 1 527                                               | 825                                                 | 1 006                                               |
| 2020                                                | 1 182                                               | 630                                                 | 701                                                 |
| 2021                                                | -                                                   | -                                                   | -                                                   |
| 2022                                                | 1 850                                               | 813                                                 | 1 402                                               |
| 2023                                                | 1 564                                               | 876                                                 | 1 824                                               |
| 2024                                                | 1 510                                               | 931                                                 | 1 160                                               |

0,0: Angleur ·
1,2: Streupas ·
2,7: Sauheid ·
4,7: Colonster ·
5,3: Sainval ·
6,9: Tilff ·
10,2: Méry ·
11,6: Hony ·
12,6: Esneux ·
14,2: Souverain-Pré ·
15,2: La Gombe ·
16,3: Poulseur ·
18,0: Chanxhe ·
20,1: Rivage ·
21,0: Comblain-au-Pont ·
23,4: Comblain-la-Tour ·
29,4: Hamoir ·
33,4: Sy ·
37,1: Bomal ·
40,4: Barvaux ·
44,2: Biron ·
49,9: Melreux-Hotton ·
54,0: Marenne ·
58,7: Marche-en-Famenne ·
62,0: Marloie
0,0: Namen ·
2,1: Jambes-Oost ·
5,0: Dave-Saint-Martin ·
7,8: Naninne ·
10,9: Sart-Bernard ·
14,0: Courrière ·
16,7: Assesse ·
18,3: Florée ·
20,5: Natoye ·
26,4: Braibant ·
29,0: Ciney ·
32,0: Leignon ·
32,9: Chapois ·
39,1: Haversin ·
45,8: Hogne ·
48,9: Aye ·
51,2: Marloie ·
57,6: Rochefort-Jemelle ·
60,0: Forrières ·
62,8: Lesterny ·
65,9: Grupont ·
72,1: Mirwart ·
76,2: Poix-Saint-Hubert ·
80,0: Hatrival ·
89,7: Libramont ·
94,8: Verlaine ·
98,5: Neufchâteau ·
100,4: Hamipré ·
105,0: Cousteumont ·
107,1: Lavaux ·
111,1: Mellier ·
114,8: Marbehan ·
115,9: Rulles ·
118,5: Houdemont ·
121,6: Habay ·
125,8: Hachy ·
128,0: Fouches ·
132,7: Stockem ·
134,0: Viville ·
135,8: Aarlen ·
137,6: Weyler ·
140,3: Autelbas ·
142,6: Barnich ·
145,5: Sterpenich